# 城東北
城東北（じょうとうきた）は、青森県弘前市の地名。郵便番号は036-8092。

## 地理
城東・城東中央と同様住宅地で、北は高崎・和泉、国道7号弘前バイパスを挟んで東は末広、南は城東中央、西は稲田に接する。

## 歴史

### 沿革
- 1973年（昭和48年） - 和徳・高崎の一部から分離、城東北一-三丁目になる。
- 1975年（昭和50年） - 城東北一-四丁目になる。

### 地名の由来
城東地区の北に位置することから。

## 世帯数と人口
2017年（平成29年）6月1日現在の世帯数と人口は以下の通りである。
| 丁目         | 世帯数  | 人口    |
| ------------ | ------- | ------- |
| 城東北一丁目 | 176世帯 | 352人   |
| 城東北二丁目 | 225世帯 | 490人   |
| 城東北三丁目 | 248世帯 | 500人   |
| 城東北四丁目 | 35世帯  | 61人    |
| 計           | 684世帯 | 1,403人 |

## 施設

### 医療
- さくらデンタルクリニック

### 商業
- さくら野百貨店弘前店

### 金融
- 青森みちのく銀行城東支店・城東大鰐支店

### 農協
- つがる弘前農業協同組合弘前中央支店

### 公共
- 長四郎公園
- 城東団地町会集会所

## 小・中学校の学区
市立小・中学校に通う場合、学区は以下の通りとなる。
| 町丁         | 番・番地 | 小学校           | 中学校           |
| ------------ | -------- | ---------------- | ---------------- |
| 城東北一丁目 | 全域     | 弘前市立東小学校 | 弘前市立東中学校 |
| 城東北二丁目 | 全域     | 弘前市立東小学校 | 弘前市立東中学校 |
| 城東北三丁目 | 全域     | 弘前市立東小学校 | 弘前市立東中学校 |
| 城東北四丁目 | 全域     | 弘前市立東小学校 | 弘前市立東中学校 |

## 交通
- 弘南バス
  - 長四郎公園、城東北三丁目、城東北一丁目、さくら野弘前店（城東環状100円バス、ミニバス さくら野弘前店 - 城南経由 - 桜ヶ丘団地線）停留所。
    - ミニバス さくら野弘前店 - 城南 - 桜ヶ丘団地線は1.5往復の運行。

  - 長四郎公園、城東北三丁目、さくら野弘前店（川先線・小比内線・福田線）停留所。